# Ptichodis mensurata
Ptichodis mensurata là một loài bướm đêm trong họ Erebidae.